# Brandon Loupos
Brandon Loupos (né le 27 mars 1993 à Sydney) est un coureur cycliste australien. Spécialiste du BMX freestyle, il est notamment champion du monde en « Park » en 2019.

## Palmarès en BMX freestyle

### Championnats du monde
- Chengdu 2018
  -  Médaillé de bronze du BMX freestyle Park
- Chengdu 2019
  -  Champion du monde de BMX freestyle Park

### X Games
- Minneapolis 2018
  -  Médaillé d'or du BMX  Dirt
- Minneapolis 2019
  -  Médaillé d'argent du BMX Dirt

### Jeux mondiaux urbains
- Hongrie 2019
  -  Médaillé d'or du BMX freestyle Park

### Championnats d'Océanie
- Melbourne 2019
  -  Médaillé d'argent du BMX freestyle Park
- Brisbane 2022
  -  Médaillé d'argent du BMX freestyle Park